# 出訴期限法
出訴期限法（しゅっそきげんほう、英: statute of limitations）とは、英米法において、民事訴訟の提起や刑事訴追に関する時間的制限について定めた制定法。出訴期限後に提起された訴えは無効である。
（民事上の）出訴期限は大陸法における消滅時効と同様の機能を果たしているが、大陸法における消滅時効とは異なり実体法上の権利の消滅と直結していない。

## 立法
イギリスでは1980年出訴期限法（Limitation Act）が制定されている。1980年出訴期限法第5条では単純契約に基づく訴訟に関する出訴期限は訴訟原因が発生した日から6年間とされている。
アメリカでは契約の形式（口頭、書面、捺印の有無等）や契約の内容（売買契約等）によって各州で出訴期限が異なる。